# Deopteryx
Deopteryx é um gênero de mariposa pertencente à família Crambidae.